# Яковцев, Александр Андреевич
Алекса́ндр Андрее́вич Яковцев (род. 27 января 1994) — российский футболист, защитник.
В 2013 году выступал в первенстве ЛФЛ за «Зенит» Москва, в 2014 — за СДЮШОР № 27 «Сокол» Москва. В феврале — мае провёл пять матчей в составе клуба «Кафа» Феодосия в чемпионате Крыма и три — в Кубке Крыма. С августа 2017 играл за армянский «Гандзасар» Капан, в чемпионате Армении дебютировал 19 августа.
Завершил карьеру 1 января 2018 года.